# Ujjain (divisie)
Ujjain is een bestuurlijke divisie in het westen van de Indiase staat Madhya Pradesh. De hoofdstad is de gelijknamige stad Ujjain.
De divisie bestaat uit de districten Agar Malwa, Dewas, Mandsaur, Neemuch, Ratlam, Shajapur en Ujjain.